# Valley (Alemania)
Valley es uno de los 15 municipios, que junto con las ciudades de Miesbach y Tegernsee integran el distrito de Miesbach, en Alta Baviera (Alemania), en la región de los Alpes.